# 奧列羅斯區 (查查波亞斯省)
6°00′00″S 77°37′01″W / 6.00000°S 77.61694°W
奧列羅斯區（西班牙語：Distrito de Olleros），是秘魯的一個區，位於該國北部亞馬遜大區的查查波亞斯省，面積125.2平方公里，海拔高度3,050米，2005年人口460，人口密度每平方公里3.7人。